# Birgitta Adde
Siv-Birgitta Adde, född Lennartsson 17 juli 1925 i Katarina församling, Stockholm, död 16 januari 2015 i Danderyds församling, Stockholms län, var en svensk jurist.

## Biografi
Birgitta Adde blev 1948 juris kandidat vid Stockholms högskola. Efter tingstjänstgöring 1948–1950 blev hon 1951 fiskal i Svea hovrätt, 1958 assessor där och 1964 revisionssekreterare. Birgitta Adde var 1968–1970 rådman i Stockholms rådhusrätt, 1970–1977 hovrättsråd i Svea hovrätt och 1977–1985 rådman i Södra Roslags tingsrätt. Hon blev 1985 lagman i Leksands tingsrätt.
Birgitta Adde hade politiska uppdrag för moderaterna 1975–1985, bland annat som ledamot av kommunfullmäktige i Danderyds kommun.

### Familj
Adde var dotter till Sven Lennardtsson och Brita Johansson. Hon gifte sig 1951 med Sten Bergh och 1958 med Ragnar Adde.